# Estádio do Buraco
Estádio do Buraco – stadion sportowy w Lobito, w Angoli. Obiekt może pomieścić 15 000 widzów. Swoje spotkania rozgrywa na nim drużyna Académica Petróleos do Lobito.